# Chögyal
De chögyal was de titel van de vorstelijke families van de koninkrijken Sikkim en Ladakh die werden geregeerd door een tak van de Namgyal-familie. Ook waren er enkele koningen uit de Tibetaanse Phagmodru-dynastie zoals Dragpa Gyaltsen die aangesproken werden met chögyal. Chögyal, ook wel goddelijke heerser, betekent "dharma radja" of "religieuze koning".
In Sikkim was de chögyal de absolute potentaat van 1642 tot 1975 toen de monarchie werd afgeschaft en de bevolking stemde voor toevoeging van Sikkim tot India als 22e staat.
In Bhutan staat de chögyal ook bekend als de dharmaraja, of koning van dharma en Shabdrung. In deze context wordt de chögyal erkend als de reïncarnatie (of tulkulijn) vanaf Ngawang Namgyal.
| Volgorde | regering     | heerser                |
| -------- | ------------ | ---------------------- |
| 1        | 1642-1670    | Püntsog Namgyal I      |
| 2        | 1670-1700    | Tensung Namgyal        |
| 3        | 1700-1717    | Chakdor Namgyal        |
| 4        | 1717-1733    | Gyurme Namgyal         |
| 5        | 1733-1780    | Püntsog Namgyal II     |
| 6        | 1780-1793    | Tenzin Namgyal         |
| 7        | 1793-1862    | Tsugphud Namgyal       |
| 8        | 1862-1874    | Sidkeong Namgyal       |
| 9        | 1874-1914    | Thutob Namgyal         |
| 10       | feb-dec 1914 | Sidkeong Tulku Namgyal |
| 11       | 1914-1963    | Tashi Namgyal          |
| 12       | 1963-1975    | Pälden Döndrub Namgyal |

De zoon uit het eerste huwelijk van Pälden Döndrub Namgyal, Wangchuk Namgyal, werd benoemd tot dertiende Chögyal van Sikkim, een functie waar niet langer officiële autoriteit aan verbonden was sinds de samenvoeging van Sikkim bij India.